# Salix amoena
Salix amoena är en videväxtart som beskrevs av Merritt Lyndon Fernald. Salix amoena ingår i släktet viden, och familjen videväxter. Inga underarter finns listade i Catalogue of Life.